# Konkatedra św. Stanisława Biskupa Męczennika w Ostrowie Wielkopolskim

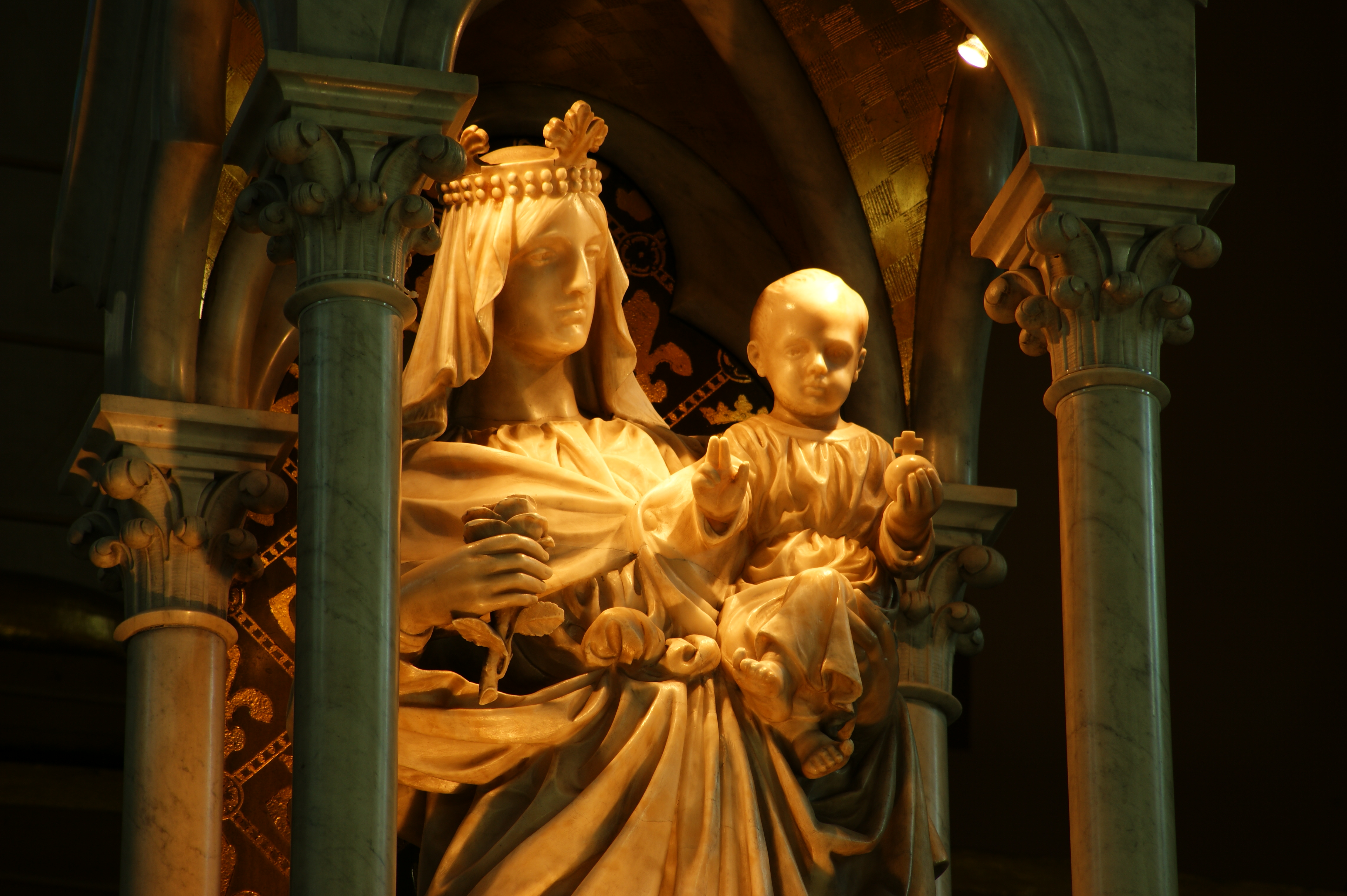
Fragment ołtarza głównego, alabastrowa rzeźba Najświętszej Panienki z Dzieciątkiem

Konkatedra św. Stanisława Biskupa Męczennika – neoromańska rzymskokatolicka świątynia w randze konkatedry, wzniesiona w Ostrowie Wielkopolskim na początku XX wieku z fundacji księcia Ferdynanda Radziwiłła. Kościół konsekrowano 6 października 1907 roku. Przez mieszkańców miasta i okolic nazywana jest potocznie „farą”.

## Historia

### Pierwszy kościół, XV w.–1782
Pierwszy kościół powstał w Ostrowie w pierwszej połowie XV w., prawdopodobnie w czasie zbliżonym do czasu lokacji samego miasta (w 1404 lub wcześniej). Nosił wezwania Nawiedzenia Najświętszej Marii Panny, św. Stanisława Biskupa Męczennika, św. Andrzeja Apostoła oraz św. Doroty. Początkowo był to kościół filialny parafii w Wysocku, osobną parafię ostrowską ustanowiono w Poznaniu z nadania kanonika kolegiaty Wniebowzięcia Najświętszej Maryi Panny w Kaliszu Jerzego z Ostrowa herbu Korab w 1434. Konsekrowany został dopiero w połowie XVII w. przez sufragana gnieźnieńskiego Jana Madalińskiego. Wiadomo tylko, że był to obiekt drewniany, można też, z dużym prawdopodobieństwem, przypuszczać o jego niewielkich rozmiarach i posiadaniu jednej prostej nawy.

### Drugi kościół, 1782–1906
W związku z zapoczątkowanym w XVIII w. przyspieszonym rozwojem Ostrowa pojawiła się konieczność budowy nowej, większej świątyni. Powstała ona, dzięki właścicielowi miasta Michałowi Radziwiłłowi, w latach 1781–1782, na miejscu pierwszego kościoła. Nigdy nie dokonano konsekracji. Jego dobrodziejami i patronami byli między innymi książęta Bogusław Fryderyk Radziwiłł i Wilhelm Radziwiłł. Była to obszerna, drewniana świątynia wybudowana na planie bazylikowym, z trzema nawami, o bogatym wyposażenia wnętrza (w 1906 roku było w niej 9 ołtarzy). Obok stała prosta drewniana dzwonnica. Z „drugim kościołem” związani byli między innymi ks. Augustyn Szamarzewski, ks. książę Edmund Radziwiłł, ks. Wincenty Głębocki, ks. Edmund Dalbor, ks. Edward Likowski. Świątynię rozebrano, w związku z wybudowaniem nowej, w 1906, a jego wyposażenie przekazano innym parafiom. Głównym źródłem informacji o „drugim” kościele jest wydana w 1906 roku praca Stary kościół parafialny w Ostrowie autorstwa ks. Arkadiusza Lisieckiego.

### Trzeci kościół, od 1906

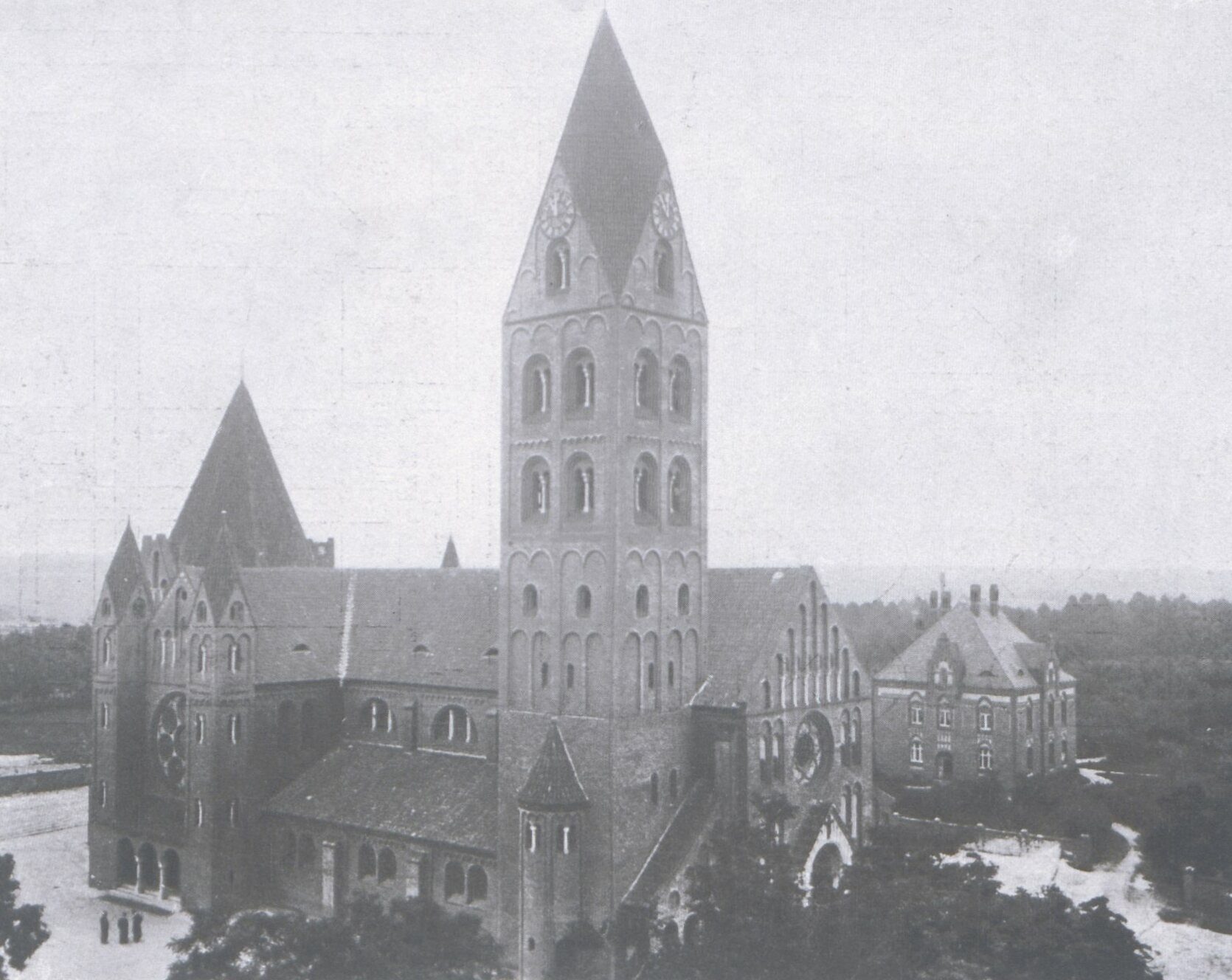
Widok kościoła około 1909

Szybki rozwój Ostrowa na przeł. XIX i XX w. oraz rosnący wśród mieszkańców miasta udział katolików wymusił budowę nowego kościoła. Autorem pierwszego projektu został Sylwester Pajzderski, kolejnego (w oparciu o pierwszy) Roger Sławski. Zdecydowano się na odwołania do stylu romańskiego, aby odróżnić kościół od budowanych przez Niemców świątyń gotyckich. Kamień węgielny pod budowę wmurowano w 1904 roku, w 500 rocznicę powstania pierwszego ostrowskiego kościoła. Nowa fara powstała staraniem m.in. księdza Walentego Śmigielskiego (który jednak nie dożył ukończenia budowy), a głównym fundatorem został książę Ferdynand Radziwiłł. Poświęcenie odbyło się 30 września 1906, a konsekracja 6 października.
Proboszczem parafii od 1906 do połowy 1915 był ks. Henryk Zborowski.
W 1920 Jarosław Iwaszkiewicz pisał o kościele: najładniejszy z kościołów współczesnych, jakie widziałem, szczególnie we środku, biały marmurowy, taki artystycznie wykończony w każdym szczególe, że robi nadzwyczajne wrażenie. W 1929 wykonano polichromię (Henryk Jackowski-Nostitz), której zdecydowana kolorystyka nie wpisuje się jednak w ogólną koncepcję kościoła.
W 1976 fara została nawiedzona przez obraz Matki Bożej Częstochowskiej – w uroczystościach uczestniczyli prymas Stefan Wyszyński i kardynał Karol Wojtyła. 25 marca 1992, bullą Jana Pawła II wyniesiono farę do rangi konkatedry diecezji kaliskiej.
Spośród proboszczów parafii wymienić należy m.in. ks. Stanisława Matuszczaka i ks. Leona Płotkę, ks. Ludwika Jarosza, ks. Tadeusza Zamysłowskiego. W latach 1981–2007 proboszczem był ks. prałat Alfred Mąka, który przeprowadził generalny remont świątyni. W latach 2007–2015 posługę proboszcza pełnił ks. prałat Tomasz Ilski. Po jego przejściu na emeryturę, 1 lipca 2015 r. nowym proboszczem został ks. kanonik Krzysztof Nojman, który w latach 1994–1998 był wikariuszem w tej parafii. 15 kwietnia 2021 r. ks. Krzysztof, przegrał walkę z chorobą wywołaną przez koronawirusa SARS-CoV2, zmarł w ostrowskim szpitalu. Trzy tygodnie później biskup kaliski Damian Bryl mianował następcę, którym został ks. kan. Adam Kosmała.
Spośród księży wikariuszy, którzy pełnili posługę w parafii wspomnieć należy m.in. o ks. Romualdzie Kujawskim, ks. Mieczysławie Kutznerze czy ks. Czesławie Majorku.
Podczas uroczystości odbywających się w konkatedrze oprawę muzyczną zapewnia Chór Konkatedralny pw. św. Grzegorza.

### Kult św. Anny
Trwa w parafii nieprzerwanie od 1632. Najstarszym zabytkiem kościoła jest malowany na desce obraz św. Anna z XVII w., który odsłaniany jest raz w roku we wspomnienie świętej.

## Architektura i wnętrze

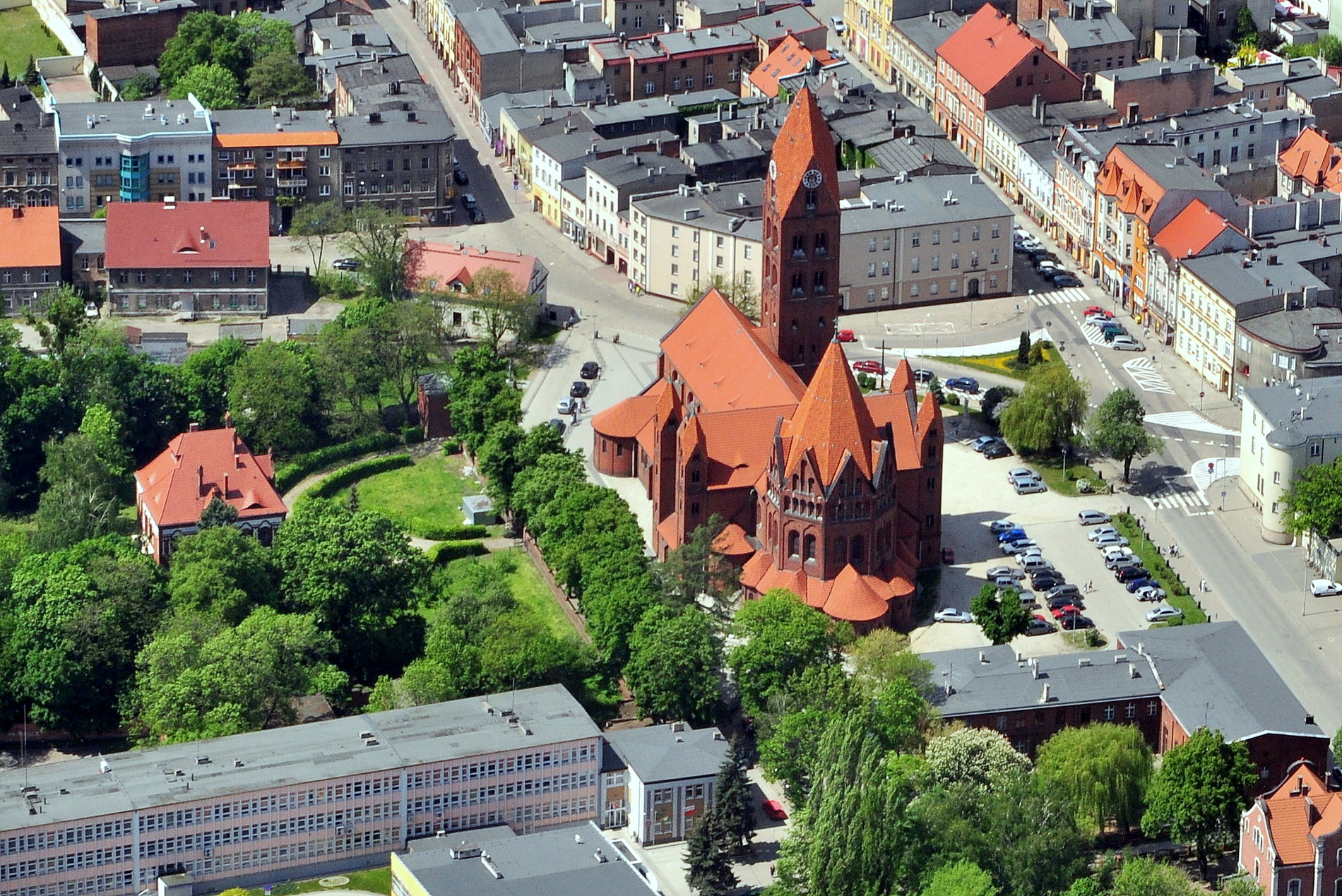
Widok z lotu ptaka

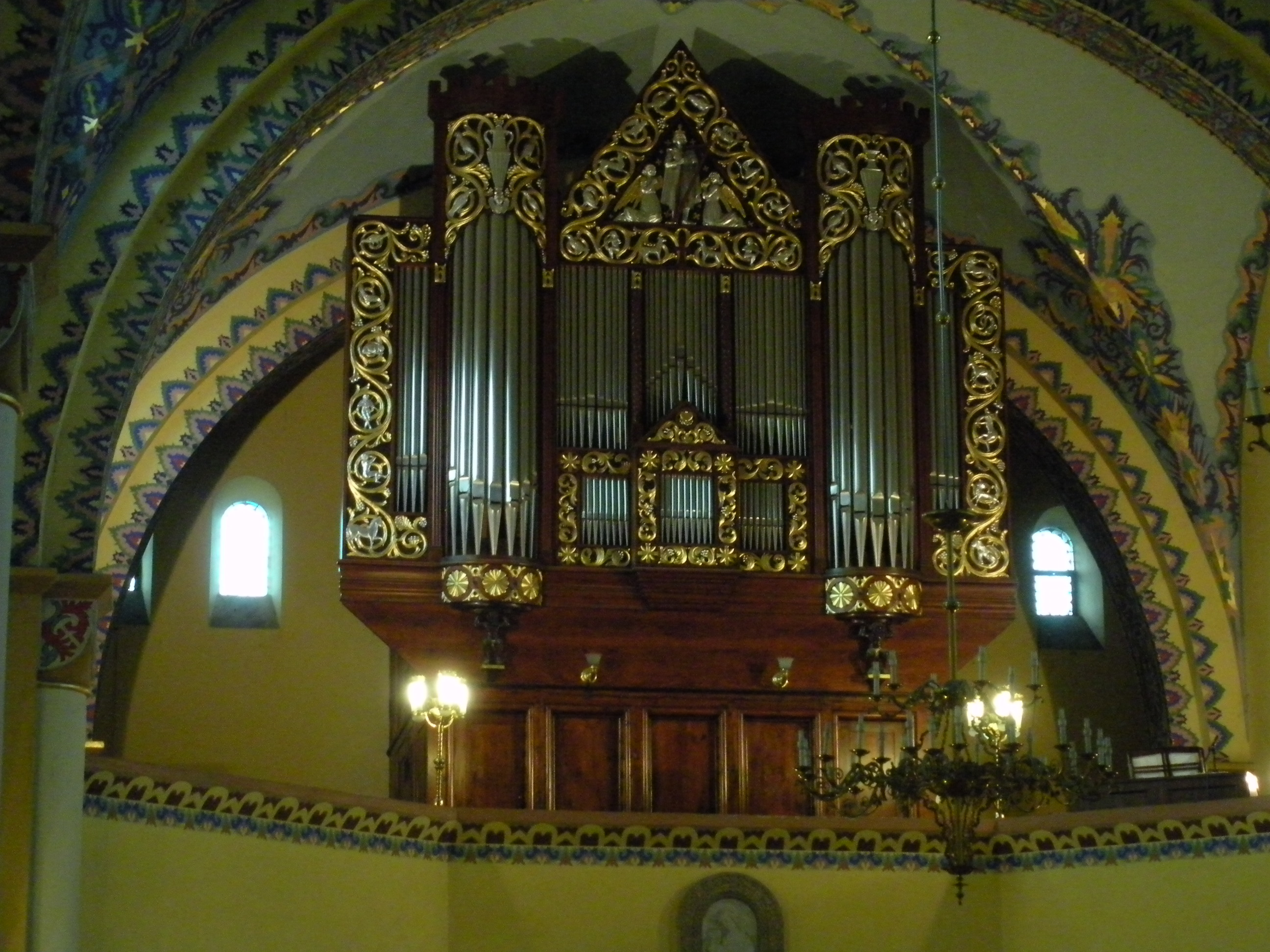
Prospekt organów

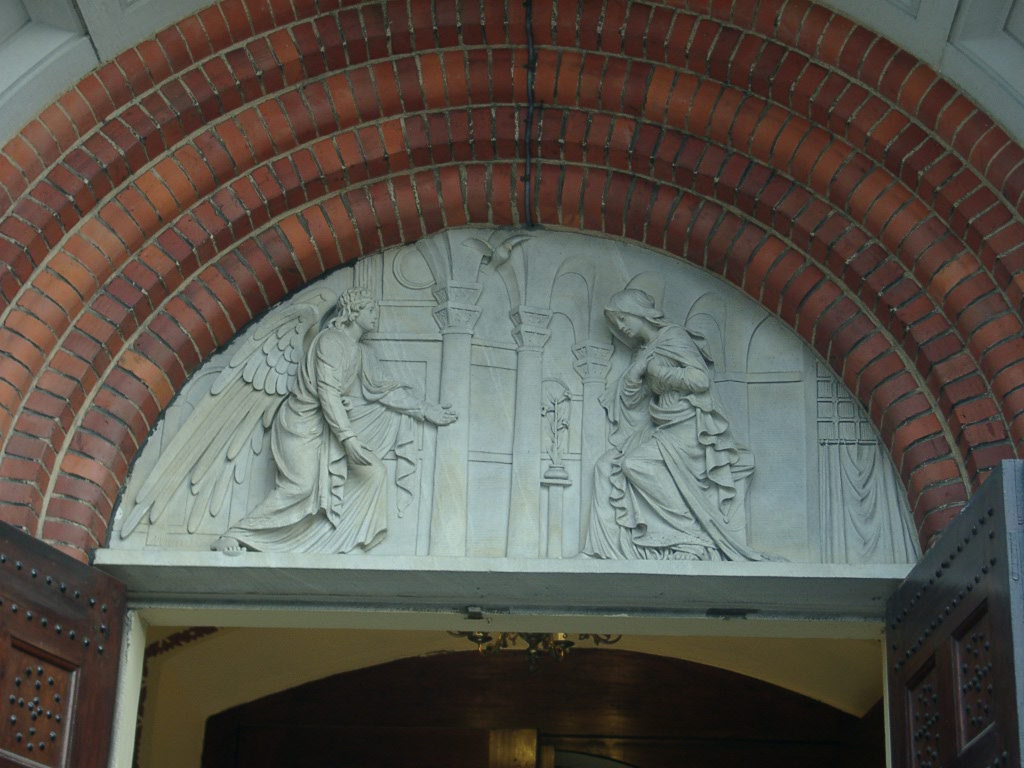
Zwiastowanie

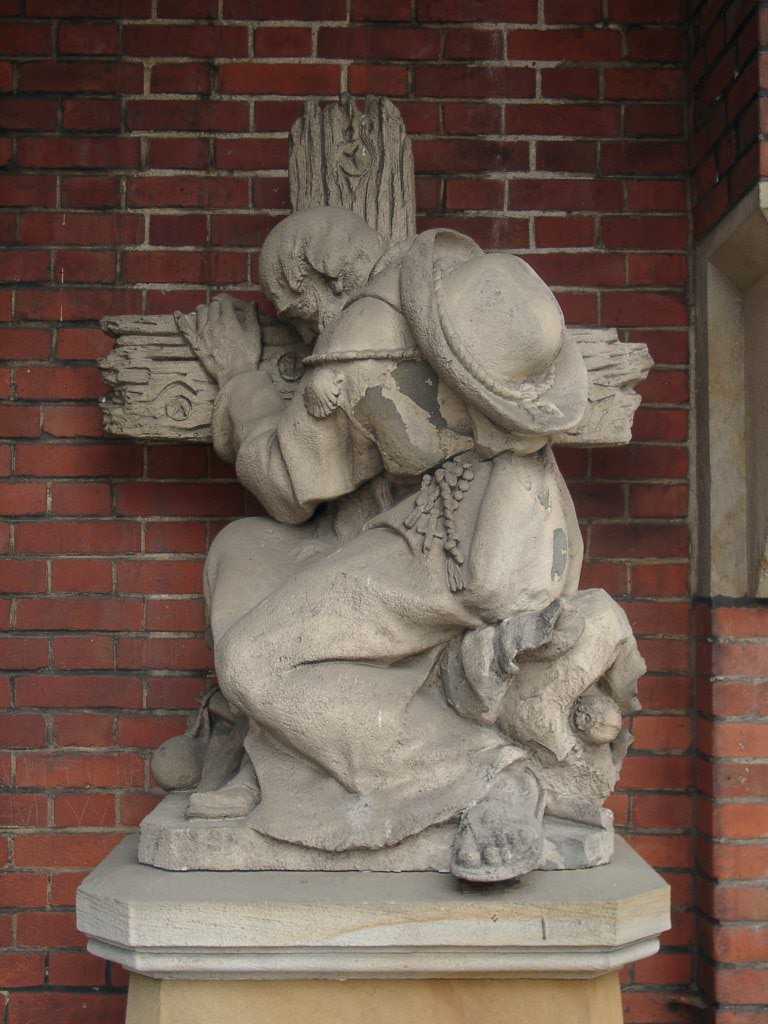
Pielgrzym

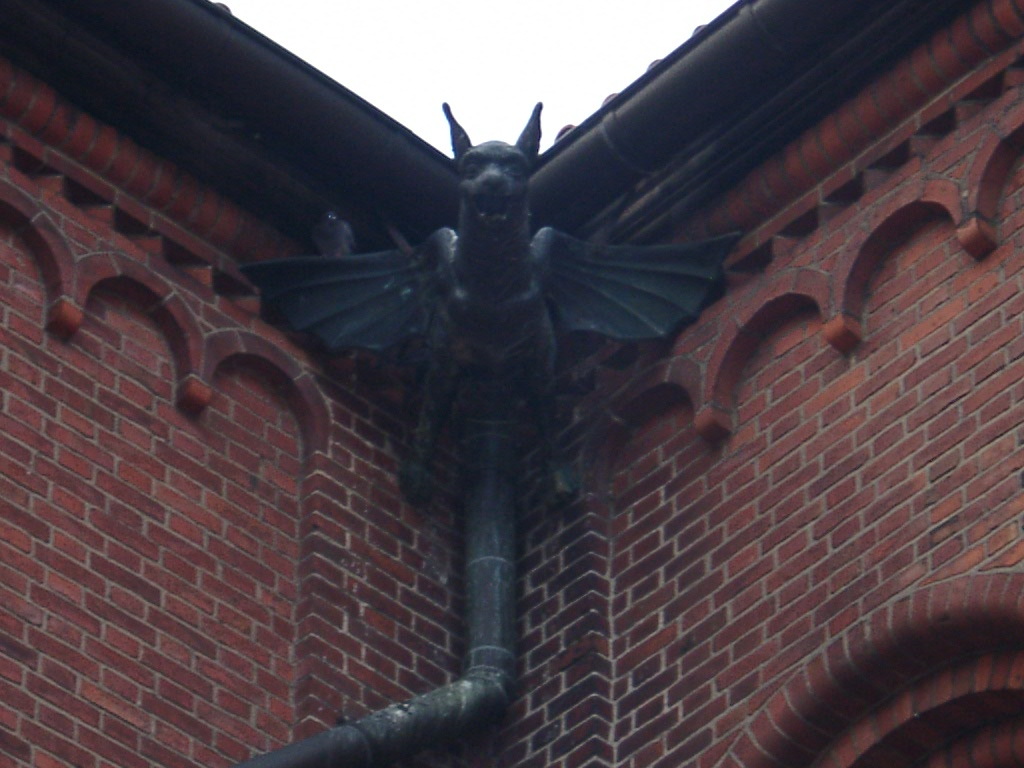
Rzygacz

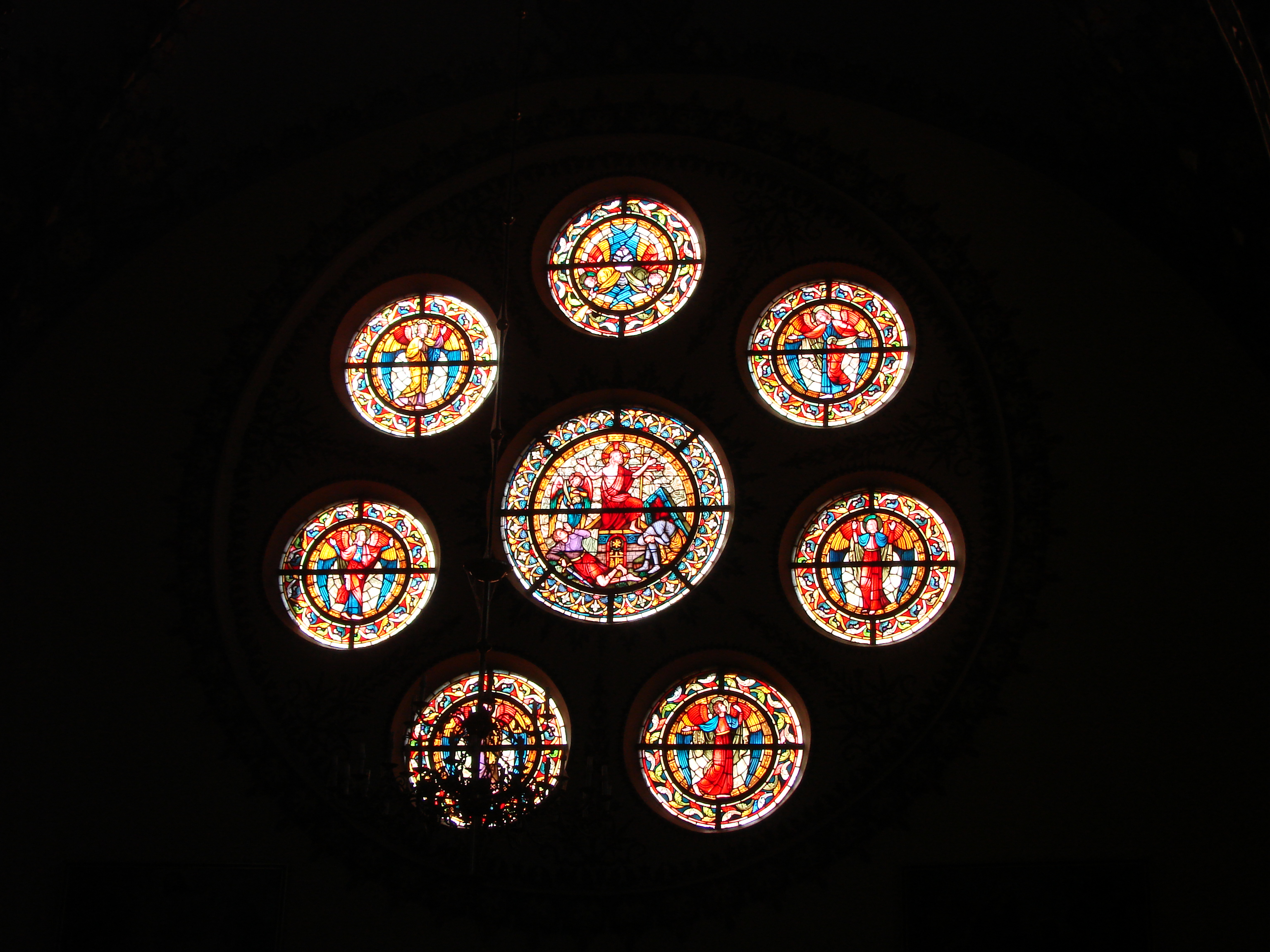
Witraże w nawie bocznej

Konkatedra jest czteroprzęsłową i trójnawową bazyliką z transeptem. Zbudowana z czerwonej, półklinkierowej cegły, dekoracje powstały z białego piaskowca. U zbiegu transeptu i nawy znajdują się rzygacze w postaci smoków. Rozbudowane, zakończone trójbocznie prezbiterium otoczone jest wieńcem absyd połączonych korytarzem i pokrytych stożkowymi dachami. Jego ośmioboczna bryła zwieńczona jest dachem ostrosłupowym. W nawach i transepcie zastosowano sklepienie krzyżowe, a w prezbiterium konchowe z lunetami. Wieża położona jest asymetrycznie, w przedniej części kościoła. Liczy 55 metrów wysokości. Zakończona jest spiczastym, czteropołaciowym dachem. Kościół był budowany na podmokłym gruncie więc wylano pod niego metrowej grubości płytę betonową, a pod samą wieżę wbito, na głębokość 8 metrów, 200 pali. Masywne fundamenty były pomyślane na grobowiec rodziny Radziwiłłów herbu Trąby (G. Klause Roger Sławski...).

### Fasada
Fasada z portykiem, rozetą wypełnioną witrażami oraz z kompozycją arkadowych wnęk. Portyk z piaskowca posiada kolumnadę oraz tympanon, na którym znajduje się płaskorzeźba Władysława Marcinkowskiego Zwiastowanie. Pod kolumnadą ustawione jest inne dzieło tego autora, pochodząca ze Starego Cmentarza rzeźba nagrobna Pielgrzym, wyrzeźbiona w piaskowcu w roku 1890.

### Organy
Pierwsze organy datowane są na 1907 rok, kiedy to niemiecka firma Albert Spiegel Orgelbauanstalt z Rychtala przedstawia projekt instrumentu. W roku 1909 firma P.B. Voelkner z Bydgoszczy z udziałem niemieckiej firmy Laukhuff z Weikersheim dostarczyła materiał do budowy instrumentu. 14 kwietnia 1909 r. firma Józefa Stanisławskiego z Poznania rozpoczęła budowę organów, którą zakończono rok później. W latach 1994–2005 organy były nieczynne z powodu złego stanu technicznego. Kapitalny remont przeprowadził w 2005 roku Jan Drozdowicz z Poznania. W trakcie remontu kościoła w 1998 roku odnowiono prospekt organowy.
Dyspozycja instrumentu:
| Manuał I              | Manuał II              | Pedał                |
| --------------------- | ---------------------- | -------------------- |
| 1. Borudon 16'        | 1. Liblich Gedackt 16' | 1. Prinzipalbass 16' |
| 2. Prinzipal 8'       | 2. Geigen Prinzipal 8' | 2. Violon 16'        |
| 3. Hochflöte 8'       | 3. Gamba 8'            | 3. Subbass 16'       |
| 4. Salicional 8'      | 4. Portunal 8'         | 4. Quintbass 10 2/3  |
| 5. Fugara 8'          | 5. Aeoline 8'          | 5. Octavbass 8'      |
| 6. Gedackt 8'         | 6. Vox Celestis 8'     | 6. Cello 8'          |
| 7. Quinte 5 2/3       | 7. Prastant 4'         | 7. Gedackt 8'        |
| 8. Gemshorn 4'        | 8. Travers Flöte 4'    | 8. Pozaune 16'       |
| 9. Octave 4'          | 9. Spitzflöte 4'       | Koppel I-P           |
| 10. Cornet 5ch        | 10. Harminica 3ch      | Koppel II-P          |
| 11. Rausch Quinte 2ch | 11. Clarinette 8'      |                      |
| 12. Mixtura 2-4ch     | Super II-II            |                      |
| 13. Trompete 8'       |                        |                      |
| Super I               |                        |                      |
| Koppel II-I           |                        |                      |
| Super II-I            |                        |                      |

### Dzwony
W 1906 roku na wieży kościoła zawieszono pierwszy zestaw trzech dzwonów – Walentego, Ferdynanda i Pelagię – odlanych przez Franza Schillinga w Apoldzie. Największy nosi imię Walenty ze względu na budowniczego kościoła ks. Walentego Śmigielskiego, Ferdynand – ze względu na patrona kościoła, księcia Ferdynanda Radziwiłła, Pelagia – na wspomnienie żony księcia.
24 kwietnia 1942 roku dwa większe dzwony zostały zarekwirowane na cele wojenne. Sytuacja została udokumentowana na zdjęciach wykonanych z ukrycia. W wieży ocalał tylko dzwon najmniejszy – Pelagia, który można usłyszeć do dziś.
Po wojnie, dzięki inicjatywie ówczesnego proboszcza zakupiono nowe dzwony. Odlano je w latach 1959–1960 w Poznaniu. 22 maja 1960 roku ks. Arcybiskup Antoni Baraniak dokonał konsekracji dwóch nowych dzwonów – Maryi, Królowej Polski i św. Stanisława BM, które wciągnięto na wieżę 13 czerwca 1960. 
|              | Imię                   | Waga (kg) | Ton | Rok odlania | Odlewnia                           |
| ------------ | ---------------------- | --------- | --- | ----------- | ---------------------------------- |
| Mały dzwon   | Stanisław Bp           | 950 kg    | f'  | 1960        | A. Brzeziński i T. Wysocki, Poznań |
| Średni dzwon | Pelagia                | 1397 kg   | es' | 1905        | Franz Schilling, Apolda            |
| Duży dzwon   | Maryja, Królowa Polski | 2500 kg   | c'  | 1959        | A. Brzeziński i T. Wysocki, Poznań |

### Wnętrza
Dla witraży opracowano program ikonograficzny (w latach 2010–2024 poddane renowacji; otrzymały zewnętrzne oszklenie ochronne):
- w czołowych oknach prezbiterium znajdują się sceny z życia Chrystusa,
- w rozetach północnej części transeptu umiejscowione są Ukrzyżowanie i płaczące anioły,
- w rozetach ściany południowej transeptu przedstawiono Wniebowstąpienie i adorujące anioły,
- wokół ołtarza Matki Bożej Częstochowskiej ulokowano, ufundowane przez ks. Śmigielskiego, witraże muzykujących aniołów.

Polichromia autorstwa Henryka Jackowskiego-Nostitza przedstawia kwiatowe motywy dekoracyjne, w które wkomponowano przedstawienia figuralne. Na sklepieniu prezbiterium autor namalował polskich świętych i błogosławionych, przy czym centralne miejsce zajmuje święty Stanisław – patron parafii i miasta Ostrowa Wielkopolskiego. Wnęki podwójnych, ślepych okien u szczytu ścian nawy głównej wypełnione są postaciami Apostołów.
Przestronne, oktagonalne prezbiterium posiada dwupoziomową galerię z 30, wykonanymi z piaskowca, kolumnami wspierającymi kopulaste sklepienie. Pośrodku znajduje się marmurowy ołtarz główny z sygnaturą na mensie Fecit Stefan Ballenstedt Berlin – Poznań 1907. Ołtarz zdobią cenne rzeźby wykonane przez Władysława Marcinkowskiego:
- wykonana z alabastru Najświętsza Maria Panna z Dzieciątkiem Jezus,
- dwaj adorujący aniołowie.

Kościół posiada 6 ołtarzy bocznych:
- ołtarz Serca Jezusowego z Kaplicą Wieczystej Adoracji[12], w prawej nawie, w absydzie,
- ołtarz św. Józefa, w prawej nawie, w niszy,
- ołtarz św. Teresy od Dzieciątka Jezus, w prawej nawie, w niszy,
- ołtarz Matki Bożej Częstochowskiej. w prawej nawie, w bocznej kaplicy,
- ołtarz św. Andrzeja Apostoła z obrazem Matki Bożej Nieustającej Pomocy, w lewej nawie, w absydzie,
- ołtarz św. Antoniego, w lewej nawie.

W ołtarzu Serca Jezusowego znajdują się cztery rzeźby Marcina Rożka, wykonane około 1930 z drewna lipowego. Przedstawiają św. Alojzego, św. Wincentego á Paulo, św. Franciszka Serafickiego i św. Stanisława Kostkę.
W ołtarzu św. Andrzeja znajduje się pięć drewnianych (umieszczonych na marmurowych podstawach) rzeźb autorstwa Władysława Marcinkowskiego. Są one naturalnej wielkości i przedstawiają: św. Kazimierza, św. Jacka, św. Andrzeja apostoła, św. Stanisława biskupa oraz św. Jana Nepomucena.
W kaplicy bocznej znajdują się: ołtarz Matki Bożej Częstochowskiej, witraże muzykujących aniołów fundacji ks. Śmigielskiego oraz grób Sługi Bożego ks. Kazimierza Rolewskiego byłego proboszcza ostrowskiego (trwa proces beatyfikacyjny).
W kościele znajdują się także:
- marmurowa ambona z mozaiką św. Piotra,
- marmurowa chrzcielnica z nakryciem z kutej blachy,
- głowa ze zniszczonego przez hitlerowców, najstarszego w Ostrowie, pomnika św. Jana Nepomucena,
- dzwon z pierwszego kościoła (konkatedra jest trzecim),
- pamiątkowe tablice ku czci Mieczysława Ledóchowskiego, Edmunda Dalbora oraz Walentego Śmigielskiego.

## Budynki towarzyszące
Budowa nowego kościoła pomyślana została kompleksowo. W krótkim czasie przed i po wybudowaniu fary powstało kilka obiektów służących parafii.
- Plebania, powstała ok. 1906, posiada elementy neogotyku (ozdobnie zwieńczone ryzality), licowana jest kontrastującymi: czerwoną cegłą i białym tynkiem, otoczona jest obszernym ogrodem.
- Dom Katolicki, powstały pod koniec XIX w., ascetyczny w wyglądzie – prosty budynek z wysokimi (gotyckimi) oknami, wewnątrz scena teatralna, stworzona w latach zaborów dla przeciwwagi do pruskiego Teatru Miejskiego, na bokach sceny znajdują się popiersia Tadeusza Kościuszki i Karola Marcinkowskiego, a na ręcznie malowanej kurtynie przedstawione są warszawskie Łazienki. Obiekt był jednym z najważniejszych ośrodków narodowych w Ostrowie w latach pruskich. Najważniejsze wydarzenia, które są związane z Domem Katolickim noszą nazwę Republiki Ostrowskiej.
- Konwikt Arcybiskupi, powstały XIX i XX w., z elementami neobaroku, z godłami biskupimi na szczytach. Niemcy, w czasach zaborów, nazywali to miejsce „rozsadnikiem polskości”. Do września 2015 r. w budynku funkcjonowało Muzeum i Pracownia Konserwatorska Diecezji Kaliskiej, obecnie mieści się w nim Ostrowskie Centrum Pomocy Caritas – Schronisko dla kobiet i kobiet z dziećmi[13].
- Grota Matki Bożej z Lourdes, powstała w latach 1928–1933.
- Dawny wikariat, najstarszy obiekt zespołu zbudowany prawdopodobnie w latach 70. XIX wieku. Skromna bryła i elewacja uchodzi za dobry przykład budynku dla duchowieństwa z XIX wieku. Renowacja obiektu w 2012 roku została nagrodzona pierwszym miejscem w VII Konkursie Konserwatorskim „W granicach stylu” za zgodną z historycznym stylem kompleksową renowację i poszanowanie zabytkowej substancji obiektu.